# Ulises Rumiche Quintimari
Ulises Rumiche Quintimari (1984-2022) fue un líder indígena peruano del pueblo nomatsigenga. Ocupó el cargo de Gerente de Pueblos Originarios Amazónicos de la Municipalidad Distrital de Pangoa en la región Junín. Fue defensor del medio ambiente amazónico,  integrante de la Asociación Unión Asháninka y Nomatsiguenga, profesor de educación bilingüe y miembro de la Organización de Maestros Bilingües Nomatsigenga y Asháninkas de Pangoa.

## Trayectoria

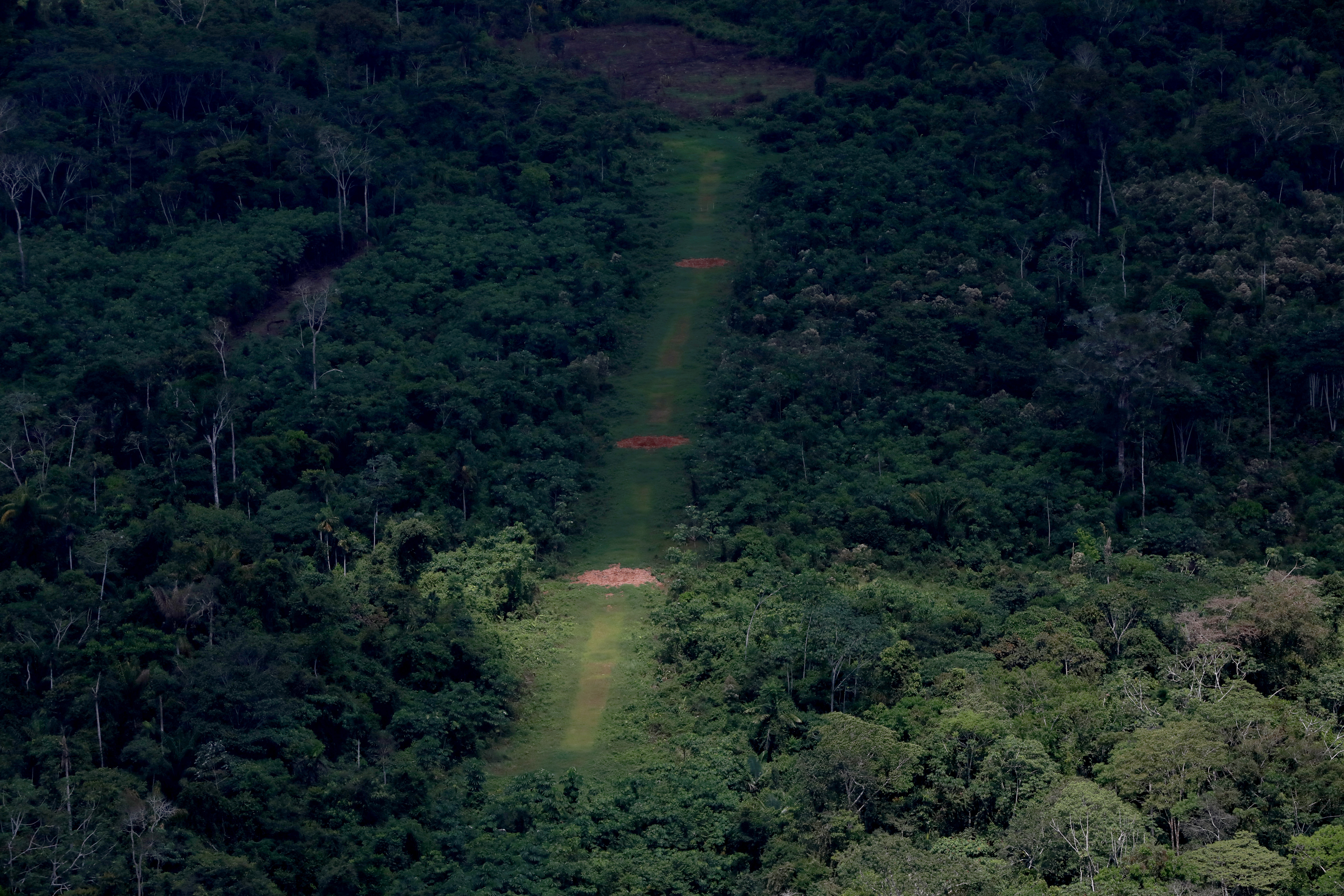
Pista clandestina de Droga - VRAEM

Luchó en defensa de territorios amazónicos en el Valle de los ríos Apurímac, Ene y Mantaro (VRAEM) amenazados por traficantes de drogas, terrenos y demás.

## Asesinato
Se halló su cuerpo la noche del lunes 19 de abril en la carretera Naylamp de Sonomoro del centro poblado San Ramón de Pangoa.
De acuerdo a las investigaciones fue asesinado por medio de dos disparos en la cabeza en el sector El Piñal del distrito de Pangoa de la provincia de Satipo en el departamento de Junín después de tener una reunión con la viceministra del Ministerio de la Mujer y Poblaciones Vulnerables.
El Ministerio de la Mujer y Poblaciones Vulnerables se pronunció al respecto vía Twitter:

Horas después de reunirse con la viceministra de Poblaciones Vulnerables, cuando regresaba a su comunidad, el Gerente de Pueblos Originarios de Pangoa, Ulises Rumiche, fue hallado sin vida y con signos de haber sido asesinado. Exigimos investigación y sanción a los responsables.
Ministerio de la Mujer y Poblaciones Vulnerables

Cinco meses después, el 27 de septiembre la policía capturó a la pareja de esposos Abelardo Salva (30) e Isabela Gómez (23). A Isabela Gómez la encontraron en posesión del celular de Ulises Rumiche. Luego, ella confesó que el equipo se lo había regalado su pareja, un exmilitar del Ejército que aparece en fotos portando un fusil. El 30 de septiembre, decenas de indígenas omatsigenga realizaron un plantón en el frontis de la comisaría de Satipo en Junín.